# Segunda Avenida

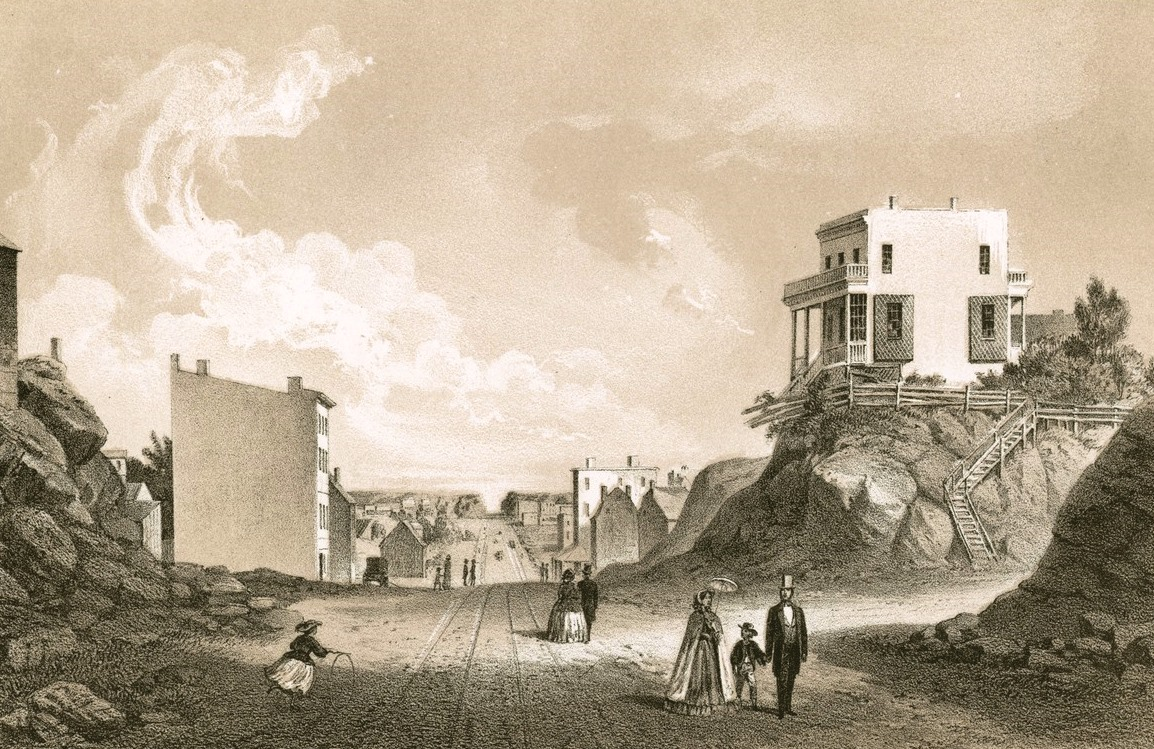
Segunda Avenida com vista para o norte, em 1861.

A Segunda Avenida (em inglês:  Second Avenue) é uma via norte-sul no lado leste do distrito de Manhattan na cidade de Nova Iorque..